# Katedra Wniebowzięcia Najświętszej Marii Panny w Dubrowniku
Katedra Wniebowzięcia Najświętszej Marii Panny (chorw. Dubrovačka katedrala Uznesenja Marijina) – katedra w Dubrowniku, główna świątynia rzymskokatolickiej diecezji dubrownickiej w Chorwacji.
Znana jest jako „Velika Gospa”. Została zbudowana w latach 1671–1713 w stylu barokowym. Powstała na miejscu świątyni, którą zbudował według legendy król angielski Ryszard Lwie Serce w podzięce za cudowne ocalenie w drodze powrotnej z wyprawy krzyżowej, kiedy statek jego rozbił się o pobliską wyspę Lokrum. Świątynia uległa zniszczeniu podczas trzęsienia ziemi, w roku 1667. Wnętrze katedry zawiera wiele cennych malowideł m.in. jeden oryginalny obraz Tycjana. W katedrze znajduje się bogaty skarbiec.